# Jivari

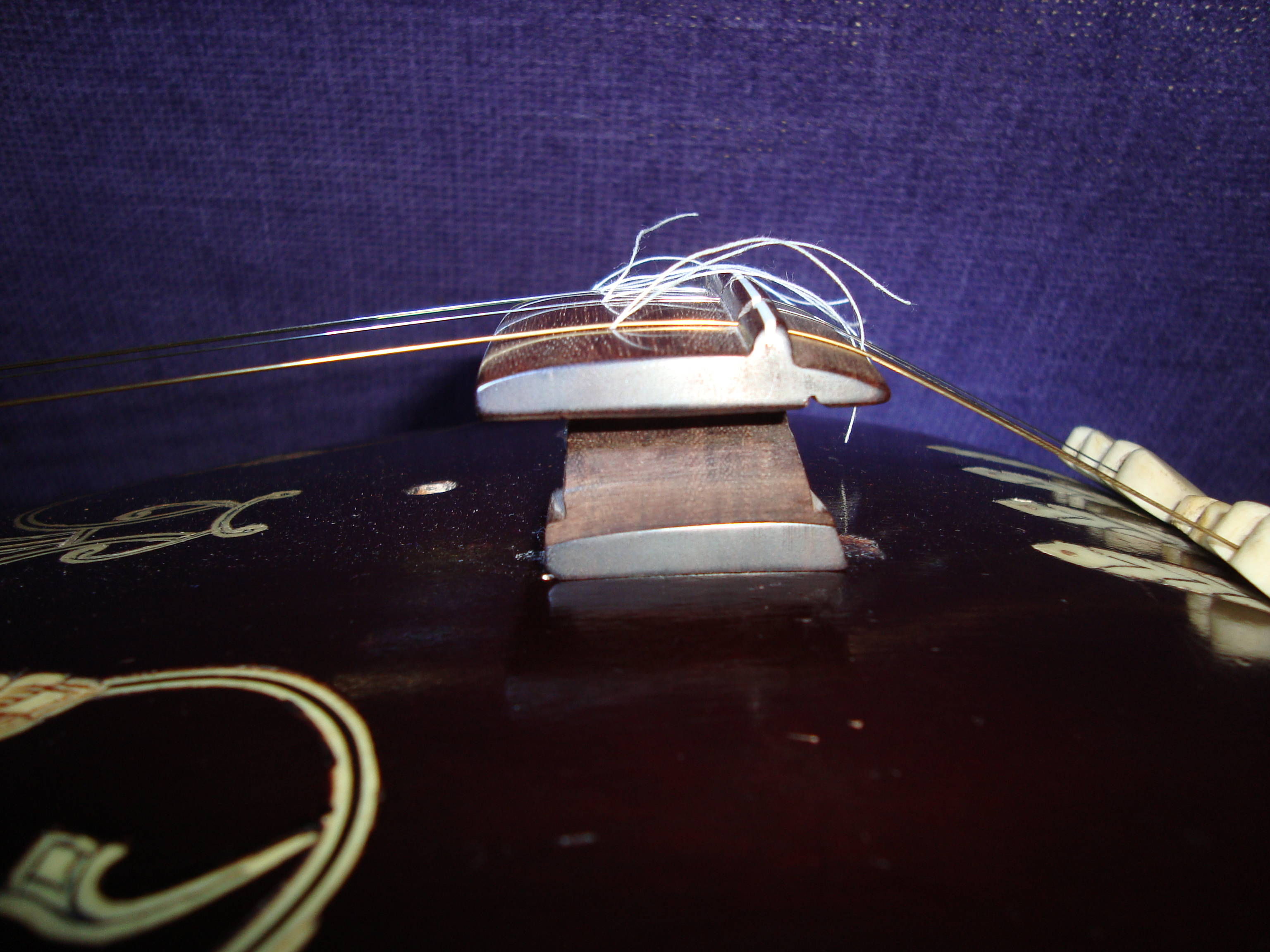
Vista lateral de un puente de palosanto de Tanjore con "jivas" o hilos de algodón ajustados para una resonancia completa

Jivarī, (también: 'joārī', 'juvārī', 'jvārī' (transcrito alternativamente 'jawārī', 'jowārī', 'joyārī', 'juwārī' y 'jwārī') en la música clásica india se refiere al sobretono-rico sonido "zumbante" característico de los instrumentos de cuerda indios clásicos como el tanpura, el sitar, el surbahar, el rudra veena y el Sarasvati veena. Javari puede referirse al fenómeno acústico en sí mismo y al meticuloso tallado de hueso, marfil o madera del puentes que soportan las cuerdas en la caja de resonancia y producen este particular efecto. Un tipo de puente similar se utiliza en las liras etíopes tradicionales, así como en la antigua kithara griega, y las "clavijas de rebuzno" de algunas arpas europeas tempranas funcionaban según el mismo principio.  Un efecto sonoro similar, llamado en japonés sawari, se utiliza también en algunos instrumentos tradicionales japoneses.[cita requerida]

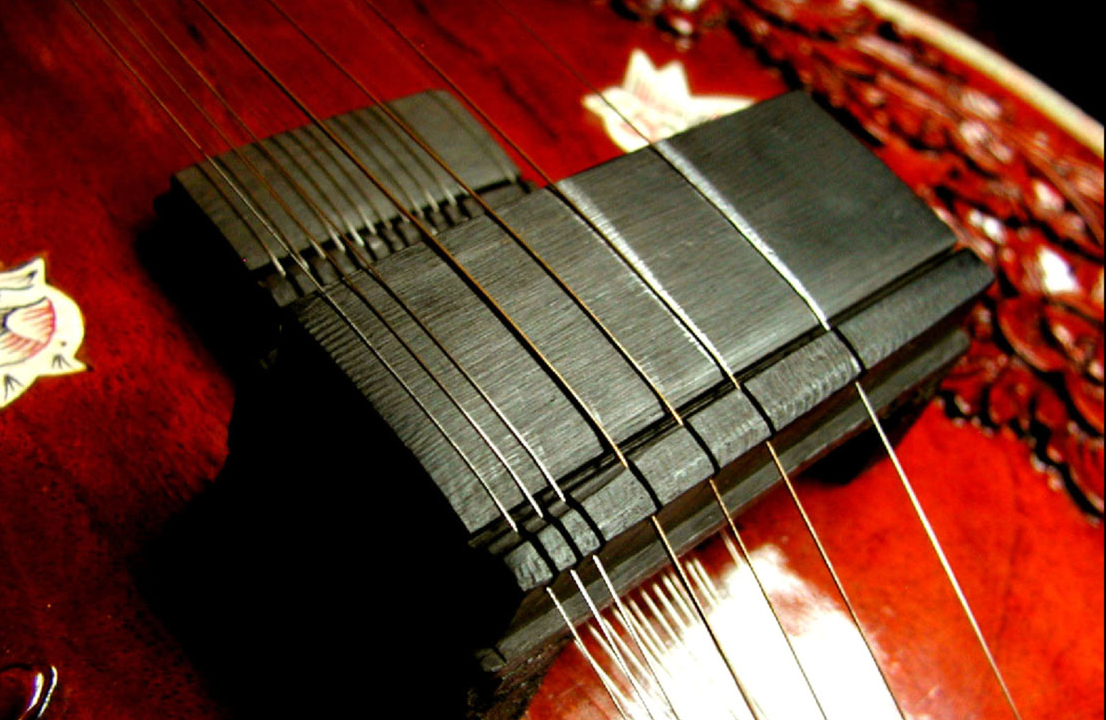
El Jivari de un sitar, hecho de ébano, mostrando las marcas de grafito de las dos primeras cuerdas

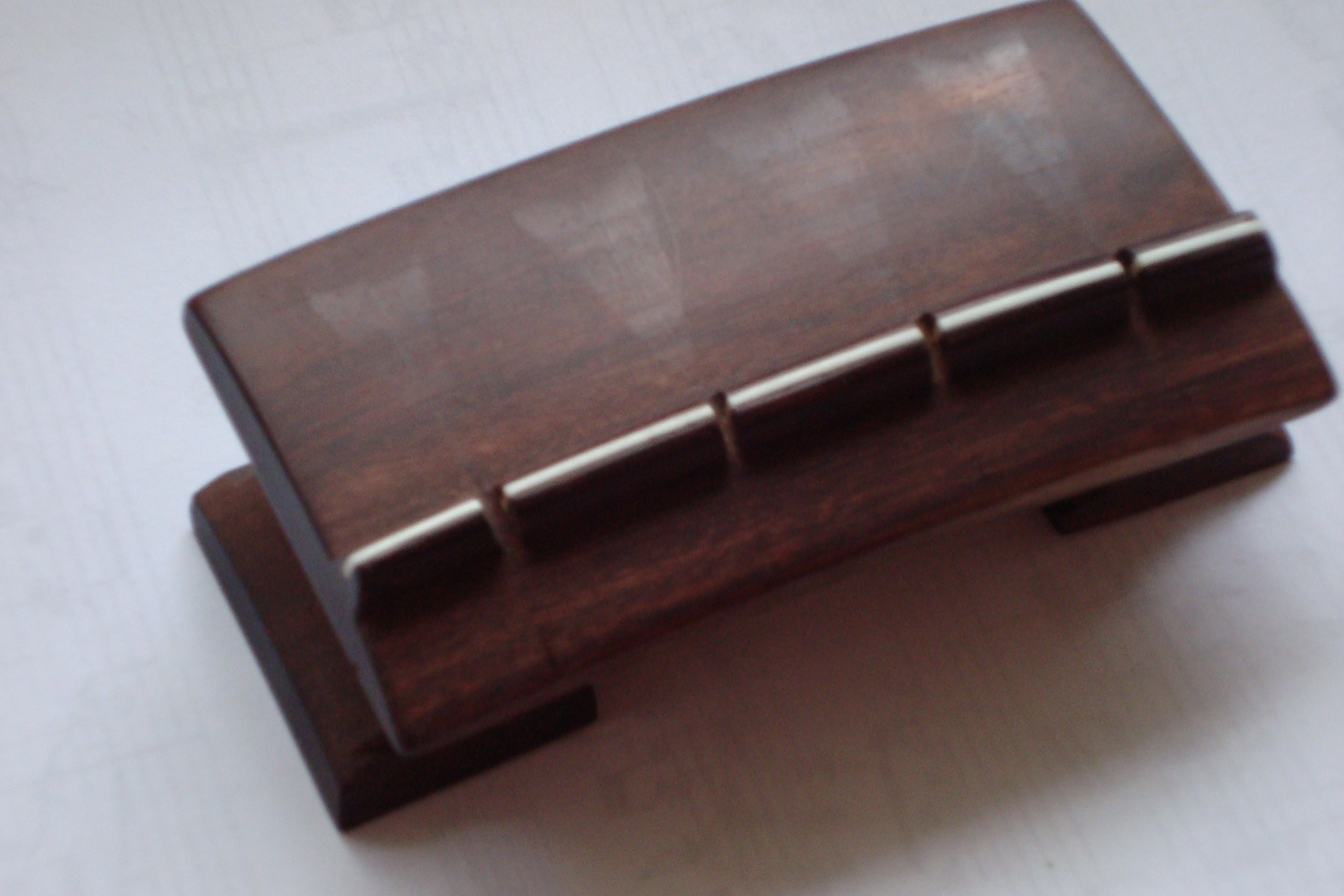
Vista superior de un puente de tambura de palisandro. Observe las marcas dejadas por las cuerdas cuando el fabricante de jivari asegura que las líneas de contacto en la superficie del puente son continuas y uniformes. Como prueba adicional, se tiran las cuerdas hacia los lados y a lo largo para frotar el puente con la cuerda, para juzgar mejor la calidad de la superficie, ya que los desniveles en la superficie se muestran claramente como una brecha

Bajo las cuerdas de los tanpuras, que no están trasteadas (sin trastes), y ocasionalmente bajo las cuerdas de los bordones de los sitares y surbahares que rara vez están trasteadas, se colocan hilos de algodón en el puente del jivari para controlar la posición exacta del nudo y su altura sobre la superficie curva, con el fin de afinar con mayor precisión el sonido del javari.  Estos hilos de algodón se conocen en hindi como jīvā, que significa "vida" y se refiere al tono más brillante que se escucha de la cuerda pulsada una vez que el hilo se ha deslizado en la posición correcta. Este proceso se llama "ajustar el javari". Después de un tiempo considerable de tocar, la superficie directamente debajo de la cuerda se desgastará por el impacto erosivo de las cuerdas. El sonido se volverá fino y agudo y afinación también se convierte en un problema. Entonces, un artesano hábil y experimentado necesita volver a afinar y pulir la superficie, lo que se llama "hacer el jivari ("'Jivarī Sāf Karnā o "Limpiar el Jivarī").
Su sonido rico y muy "vivo" requiere una gran sensibilidad y experiencia en el proceso de afinación. En la afinación propiamente dicha, los fundamentos son de menor interés, ya que la atención se centra en los armónicos sostenidos que deben ser claramente audibles, en particular las octavas, quintas, terceras mayores y séptimas menores del tono (fundamental) de la cuerda. La afinación propiamente dicha se realiza a tres niveles: en primer lugar, mediante las clavijas grandes, en segundo lugar, desplazando cuidadosamente las perlas de afinación para la microafinación y, en tercer lugar, en una tanpura, mediante un desplazamiento aún más cuidadoso de los hilos de algodón que pasan entre las cuerdas y el puente, algo antes del cenit de su curva.[cita requerida]

## Efecto
Típico del jivari en un instrumento con cuerdas preferentemente largas, es que en la caja de resonancia las cuerdas discurren sobre un amplio puente con una curva parabólica muy plana. La curvatura del puente se ha hecho en una relación precisa con el nivel óptimo de juego, o más exacto, una amplitud precisa de cada cuerda. Cualquier cuerda, dada la longitud, la densidad, el tono y la tensión, quiere ser pulsada dentro de los límites de su elasticidad, y así vibrar armoniosamente con un tono estable. Cuando una cuerda de un tanpura se puntea correctamente, produce un tono con una determinada amplitud que irá disminuyendo lentamente a medida que el tono se desvanece. En este proceso gradual, la cuerda, moviéndose hacia arriba y hacia abajo según su frecuencia, hará un contacto periódico de roce con la superficie curva del puente. El punto exacto de rozamiento se desplazará gradualmente hacia arriba de la superficie inclinada, en función de la amplitud decreciente, disolviéndose finalmente en la posición de reposo de la cuerda abierta. En este complejo proceso de sonación dinámica, el roce cambiante tocará los micronodos de la cuerda, excitando una amplia gama de armónicos en un modo de barrido. El efecto deseado es el de una fila de armónicos en cascada en un arco iris de sonido. Como analogía, un javari bien formado y ajustado es similar a la refracción de la luz blanca a través de un prisma. Cuando el prisma es de buenas proporciones y calidad y se utiliza correctamente, el fenómeno debería producirse por sí mismo. "La voz de un artista que está marcada por un sonido rico que se asemeja al producido por dos consonantes tocadas juntas, a menudo se conoce vagamente por tener Javārī en ella, aunque tal uso es arbitrario."

## Construcción
El jivari de un tanpura está en cierto modo afinado con un hilo de algodón bajo la cuerda. Tanto el hilo en sí como su función se llaman "jiva". La jiva levanta la cuerda por su diámetro del puente y le da la holgura y ajustabilidad necesarias. Desplazando cuidadosamente la jiva, la secuencia del desplazamiento que roza la superficie parabólica del puente se vuelve "afinable" dentro de unos límites. Para cada cuerda debe haber un punto relativo a la curva del puente donde se encuentra la calidad de sonido óptima. Dentro de la zona de resonancia y sostén óptimos, debería haber un poco de juego para un ajuste más fino, en el que apenas se pueda ver el movimiento de la jiva. Siguiendo con la óptica, desplazar la jiva sería similar a utilizar el enfoque fino manual de una cámara. Los fabricantes de "javari" experimentados estarán de acuerdo en que el "javari" tiene que ser específico para ciertas longitudes, calibres y tonos de cuerda y ciertas amplitudes. La curvatura del puente de las cuerdas principales de un sitar será diferente de la del puente más pequeño y más bajo delante del puente principal, que lleva las cuerdas de resonancia simpática (tarafs). Como este coro de cuerdas más finas y cortas es excitado únicamente por la resonancia simpática con los tonos tocados en las cuerdas principales, la amplitud general es menor, por lo que la curvatura será más plana. La fabricación de un javari de sonido perfecto para cualquier instrumento requiere un grado muy alto de habilidad y pericia. Los tanpuras son los únicos instrumentos que se utilizan siempre con hilos de jiva, excepto los octavos-tamburis. Sitar, Rudra Veena, Sarasvati Veena, todos tienen puentes parabólicos de javari anchos para las cuerdas principales. El Sarod y el Sarangi tienen algunas de sus cuerdas de resonancia simpática (tarafs) en pequeños puentes javari planos similares a los del sitar. El javari de un sitar se hace según los deseos del músico, ya sea "abierto", ("khula") con un efecto de javari brillante, o "cerrado" ("banda") con un tono relativamente más llano, o algo intermedio ("ghol"). La elección depende de la preferencia del intérprete de sitar y del estilo de interpretación adaptado.

## Lectura adicional
- Investigating Musical Timbre: a need for joint approaches (enlace roto disponible en Internet Archive; véase el historial, la primera versión y la última)., Stéphanie Weisser, Olivier Lartillot
- Knut Guettler
- Un modelo físico para la cuerda no lineal, Sadjad Siddiq
- Dinámica de la cuerda simple sujeta a una restricción unilateral, Tomoyasu Taguti, 2008